# Rudolf Rittner

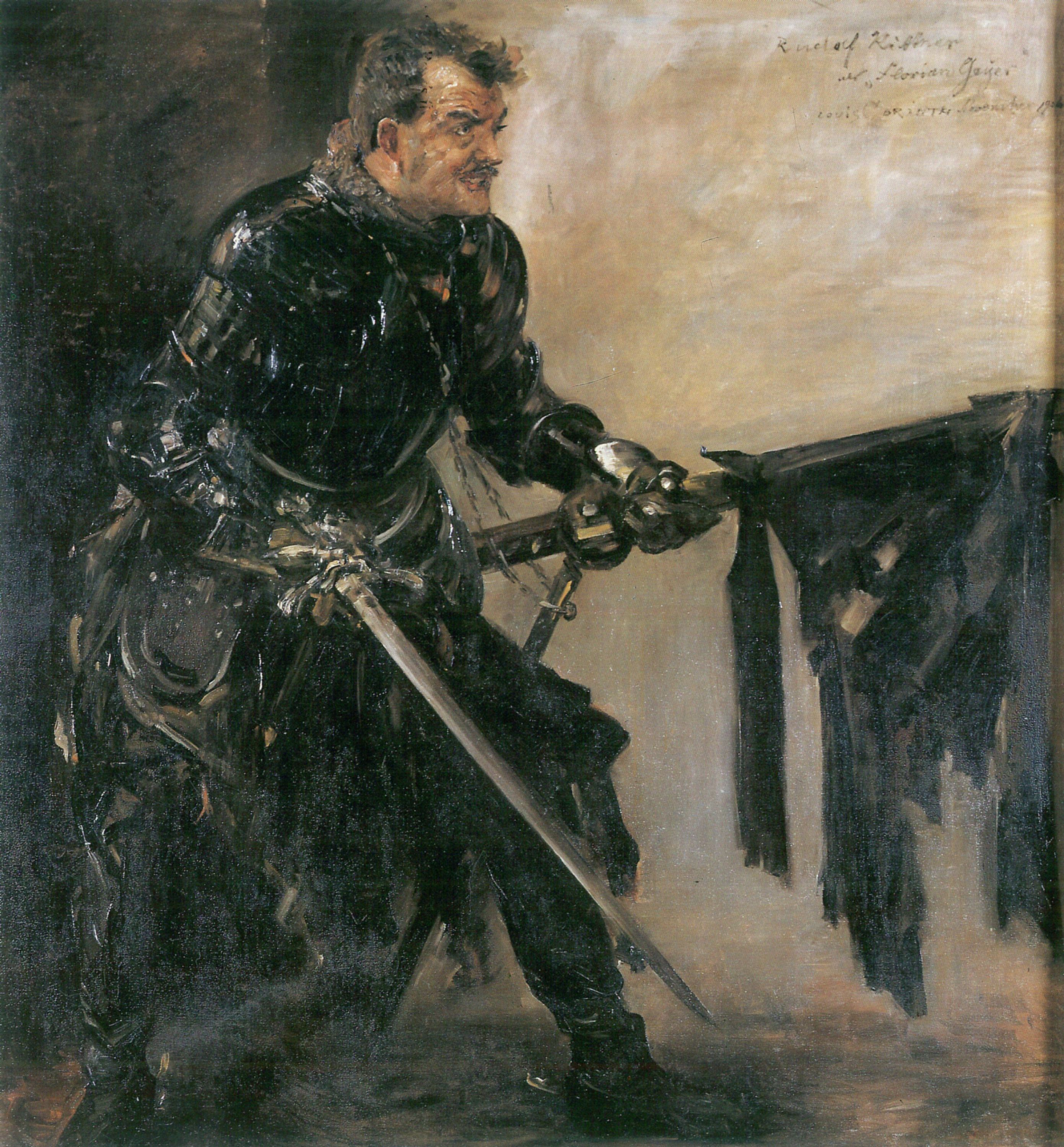
Rudolf Rittner como Florian Geyer, 1906; pintura de Lovis Corinth

Rudolf Rittner (Weißbach, 30 de junho de 1869 – Weißbach, 4 de fevereiro de 1943) foi um ator alemão da era do cinema mudo.

## Filmografia selecionada
- 1922 - Der Graf von Charolais
- 1923 - A Glass of Water
- 1924 - Die Nibelungen
- 1925 - Zur Chronik von Grieshuus
- 1925 - Der Wilderer
- 1926 - Der Mann im Feuer
- 1927 - The Master of Nuremberg
- 1927 - Der fröhliche Weinberg
- 1930 - Väter und Söhne